# فن‌سنترو
فن‌سنترو یک وبگاه برای اشتراک‌گذاری محتوا است که در سال ۲۰۱۷ ایجاد شد که به بازیگران فیلم بزرگسال و سایر تأثیرگذاران اجازه می‌دهد تا بتوانند حسابهای شخصی داشته باشند. به دلیل پلتفرم‌زدایی گسترده و ممنوعیت سایه‌ای محتوای مرتبط با جنسی در سایت‌های رسانه‌های اجتماعی، این وب سایت به طرفداران اجازه می‌دهد مستقیماً محتوای خود را به اشتراک بگذارند. ظهور شبکه‌های اجتماعی پریمیوم مانند FanCentro، OnlyFans و JustForFans یک تغییر قابل توجه در ساختار صنعت پورن است، زیرا کارگران جنسی می‌توانند از کار خود سود بیشتری ببرند و به کار خود ادامه دهند و شرایط کاری را بهتر کنترل کنند.
فن‌سنترو مدافع سرسخت حقوق کارگران جنسی بوده‌است.